# Jorge Fábregas Bosch
Jorge  Fábregas Bosch en Catalán:Jordi Fàbregas i Bosch, (nacido el 26 de julio de 1947 en Barcelona, Cataluña) es un exjugador de hockey sobre hierba español. Disputó los Juegos Olímpicos de México 1968, Múnich 1972 y Montreal 1976  con España, obteniendo un sexta, séptima y sexta posición, respectivamente. Subcampeón del mundo en 1971. Campeón de Europa en 1974. Campeón del mundo de veteranos con el Polo en Londres 1986 con 80 equipos participantes. Es tío de Kiko Fábregas, tío de Alexandre Fàbregas y hermano de Francisco Fábregas Bosch y de Eduardo Fábregas Bosch, todos ellos jugadores de hockey sobre hierba, saga que inició su padre Pedro Fàbregas Isern. 

## Participaciones en Juegos Olímpicos
- México 1968, sexta posición.
- Múnich 1972, séptima posición.
- Montreal 1976, sexta posición.